# Explorer 12
Explorer 12 – satelita naukowy amerykańskiej agencji kosmicznej NASA. Pierwszy z czterech statków typu S-3, należących do serii Energetic Particle Explorer. Badał pasy Van Allena, promieniowanie kosmiczne i magnetosferę.

## Opis misji
Statek działał aż do nagłego zerwania łączności na skutek awarii w systemie zasilania. Po dwóch latach, w 1963, spłonął w wyniku ponownego wejścia w atmosferę Ziemi. Użyteczne dane napływały przez około 90% czasu trwania misji.
Początkowa prędkość rotacji statku wynosiła 28 obr./min, a oś obrotu skierowana była w punkt o rektascensji 48 stopni i deklinacji – 28 stopni. Z czasem uległa zmianie tylko prędkość obrotowa, która powoli wzrastała do 34,3 obr./min.

## Budowa i działanie
Do łączności używano 4 anten prętowych. Nadajnik pracował na częstotliwości 136 MHz i miał moc 2 W. Sygnał telemetrii wykorzystywał multipleksowanej, 16 kanałowej modulacji PFM/PM z podziałem czasu. Czas potrzebny na próbkowanie 16 kanałów wynosił 0,324 s. Połową kanałów przesyłano informacje w sposób cyfrowy, a drugą połową w sposób analogowy. W sposób analogowy przesyłano informacje o temperaturze statku, napięciach i natężeniach prądów w systemie zasilania etc. Kanałami cyfrowymi przesyłano dane o szybkości obrotowej i fazie, kącie między osią obrotu a kierunkiem Słońca.
Zasilanie zapewniało 6144 ogniw słonecznych, ładujących akumulatory AgCd.

### Ładunek
- Analizator elektrostatyczny plazmy słonecznej

Służył do badania zjawisk zachodzących między ziemskim polem magnetycznym, a plazmą w przestrzeni międzyplanetarnej. Instrument rejestrował protony o energiach 0,1 – 20 keV. Napięcie między okładkami przyrządu rosło do wartości maksymalnej przez około pół sekundy, i rozładowywało się przez 155 sekund. Podczas tego czasu rejestrowano prąd elektryczny między okładkami z częstością 470 razy na sekundę. Przyrząd uległ awarii jeszcze przed umieszczeniem statku na orbicie, tym samym nie zwrócił użytecznych danych.
- Magnetometry transduktorowe (typu fluxgate; masa 2,43 kg, zużycie energii 0,5 W, szybkość przesyłania danych 60 bps)

Magnetometry mierzyły trzy składowe przestrzenne ziemskiego pola magnetycznego. Umieszczone zostały na wysięgniku o długości 0,864 m. Zakres pomiarowy każdego z magnetometrów, to –1000 – +1000 nT, z niepewnością digitalizacji 12 nT. Pomiar wykonywano przez 50 ms, co 327 ms. Co 115 sekund wykonywana była samokalibracja sensorów za pomocą źródeł pola magnetycznego o znanej wartości. Przyrząd działał prawidłowo przez cały czas trwania misji.
- Czujnik cząstek naładowanych – służył do pomiaru ilości i energii cząstek naładowanych oraz promieniowania kosmicznego oraz ich rozkładu przestrzennego i czasowego w okolicach statku. Pola widzenia wszystkich detektorów kierunkowych składających się na przyrząd, były prostopadłe do osi obrotu statku. Liczba zliczeń zarejestrowanych przez każdy z czujników była akumulowana przez 10,24 sekundy oraz przesyłana pod koniec każdego okresu próbkowania. Akumulatory zliczania były wspólne, więc każdy z instrumentów zbierał dane co 79 sekund. W skład detektora wchodziły:
  - osłonięty, wielokierunkowy licznik Geigera-Müllera – typu Anton 302; wykrywający protony o energiach powyżej 23 MeV i elektrony o energiach powyżej 1,6 MeV
  - magnetyczny spektrometr elektronów – wykorzystywał trzy kierunkowe liczniki Geigera-Müllera (typu Anton 213), rejestrujący elektrony z zakresu energii od 40 do 100 keV
  - trzy kierunkowe czujniki oparte na kryształach siarczku kadmu – rejestrowały one protony z zakresu energii od 1 keV do 10 MeV, i elektrony o energiach między 0,2 do 500 keV
- Eksperyment badania degradacji ogniw słonecznych

Badał wpływ bezpośredniej ekspozycji ogniw słonecznych na działanie korpuskularnego promieniowania pasów Van Allena. Przeprowadzony został na czterech ogniwach fotowoltaicznych. Jedno z nich było nieosłonięte, pozostałe miały osłonę z odpowiednio: 3, 20 i 60 mm szkła ochronnego. Ogniwo niechronione uległo szybkiej degradacji (50% straty wydajności) już podczas wykonywania drugiej orbity. W chwili zaprzestania łączności ze statkiem, sprawność nieosłoniętego ogniwa spadła do 29% wartości początkowej. Ogniwo osłonięte szkłem o grubości 3 mm doznało jedynie 6% spadku wydajności. W pozostałych dwóch ogniwach nie zaobserwowano degradacji.
- Detektor scyntylacyjny protonów i elektronów (masa 1,4 kg, zużycie energii 0,5 W, szybkość przesyłania danych 60 bps)

Mierzył kierunkowy przepływ i widma niskoenergetycznych protonów i elektronów uwięzionych w ziemskim polu magnetycznym. Elementem detekcyjnym było 5 mg sproszkowanego fosforu w osłonie z aluminium o grubości 100 nm. Dodatkowe absorbery zamontowano na 16 pozycyjnym obrotowym kole. Apertura instrumentu była ustawiona pod kątem 45° od osi obrotu statku. Dla każdego ustawienia koła z absorberami wykonywano 16 odczytów, tak więc każdy zestaw danych składał się z 256 ramek (jeden obrót koła trwał 80 sekund). Górny kraniec zakresu energii rejestrowanych protonów wynosił 10 MeV, a poszczególne dolne krańce, to: 100, 135, 186, 251, 512, 971 i 1668 keV. Dolne krańce zakresów energii rejestrowanych elektronów: 15, 26 i 31 keV. Górny kraniec wynosił 100 keV.
- Detektor promieniowania kosmicznego – ważący 4,8 kg instrument składał się z kilku przyrządów, z których jednokrotne zebranie danych zajmowało 6,8 minuty. Pobierały one 1,9 W energii, a dane z nich wysyłano z prędkością 27 bps. W skład detektora wchodziły:
  - podwójny licznik scyntylacyjny zliczający protony z zakresu energii 55-500 MeV i elektrony o energiach powyżej 600 MeV
  - scyntylator mierzący protony z zakresu energii od 1,4-22 MeV i elektrony o energiach powyżej 150 keV
  - teleskop z licznikiem Geigera-Müllera – dla protonów o energiach większych od 30 MeV